# Machilly
Machilly – miejscowość i gmina we Francji, w regionie Owernia-Rodan-Alpy, w departamencie Górna Sabaudia.
Według danych na rok 1990 gminę zamieszkiwało 829 osób, a gęstość zaludnienia wynosiła 144 osoby/km² (wśród 2880 gmin regionu Rodan-Alpy Machilly plasuje się na 884. miejscu pod względem liczby ludności, natomiast pod względem powierzchni na miejscu 1453.).